# المركب الرياضي الجديد لسطيف
المركب الرياضي الجديد لسطيف هو مرفق رياضي يحتوي عدة ملاعب رياضية من بينها ملعب لكرة القدم يتسع لنحو 50 ألف متفرج، يقع في مدينة سطيف في الجزائر بدأ العمل في المرفق سنة 2009 وأنجز سنة 2015، يمتاز بهندسته الراقية والعصرية و أيضا بمرافقه المتعددة وهو مخصص لفريق وفاق سطيف.

## مرافق المركب
- ملعب كرة قدم أولمبي مجهز بمواصفات حديثة.
- فندق رياضي جميل يحتوي على مواصفات خمس نجوم رائع.
- ميادين تنس ترابية وعشبية.
- قاعات رياضية مغطاة، للسلة واليد والطائرة.
- موقف السيارات.

و هو مركب متكامل يأتي بالنفع على سكان سطيف وضواحيه وانديتها.